# Breakin' Away (Al Jarreau)
Breakin' Away è un album del cantante statunitense Al Jarreau, pubblicato dall'etichetta discografica Warner Bros. nel 1981.
L'interprete ha scritto il testo dello standard Blue Rondo a la Turk di Dave Brubeck, rinominato per l'occasione (Round, Round, Round) Blue Rondo a la Turk, e partecipato alla composizione di altri 5 brani insieme a Tom Canning e Jay Graydon, che è anche produttore del disco.
Dall'album sono stati tratti i singoli We're in This Love Together, Breakin' Away, Teach Me Tonight e Roof Garden.

## Tracce

### Lato A
1. Closer to Your Love
2. My Old Friend
3. We're in This Love Together
4. Easy
5. Our Love

### Lato B
1. Breakin' Away
2. Roof Garden
3. (Round, Round, Round) Blue Rondo a la Turk
4. Teach Me Tonight

## Formazione
- Al Jarreau - voce, cori
- Jay Graydon - chitarra elettrica, programmazione, sintetizzatore
- David Foster - pianoforte, Fender Rhodes, sintetizzatore
- Dean Parks - chitarra elettrica
- Abraham Laboriel - basso
- Steve Gadd - batteria
- George Duke - pianoforte, Fender Rhodes
- Michael Boddicker - sintetizzatore, programmazione
- Milcho Leviev - pianoforte
- Larry Williams - sintetizzatore
- Steve Lukather - chitarra elettrica
- Michael Omartian - pianoforte, Fender Rhodes, sintetizzatore
- Neil Stubenhaus - basso
- Jeff Porcaro - batteria
- Tom Canning - pianoforte, Fender Rhodes, sintetizzatore
- J. Peter Robinson - sintetizzatore
- Bob Zimmitti - percussioni
- Chuck Findley - tromba
- Jerry Hey - tromba, flicorno
- Bill Reichenbach Jr. - trombone
- Lon Price - sax alto
- Richard Page, Steve George, Bill Champlin - cori

Note aggiuntive
- Jay Graydon - produttore